# جبنة بلدي

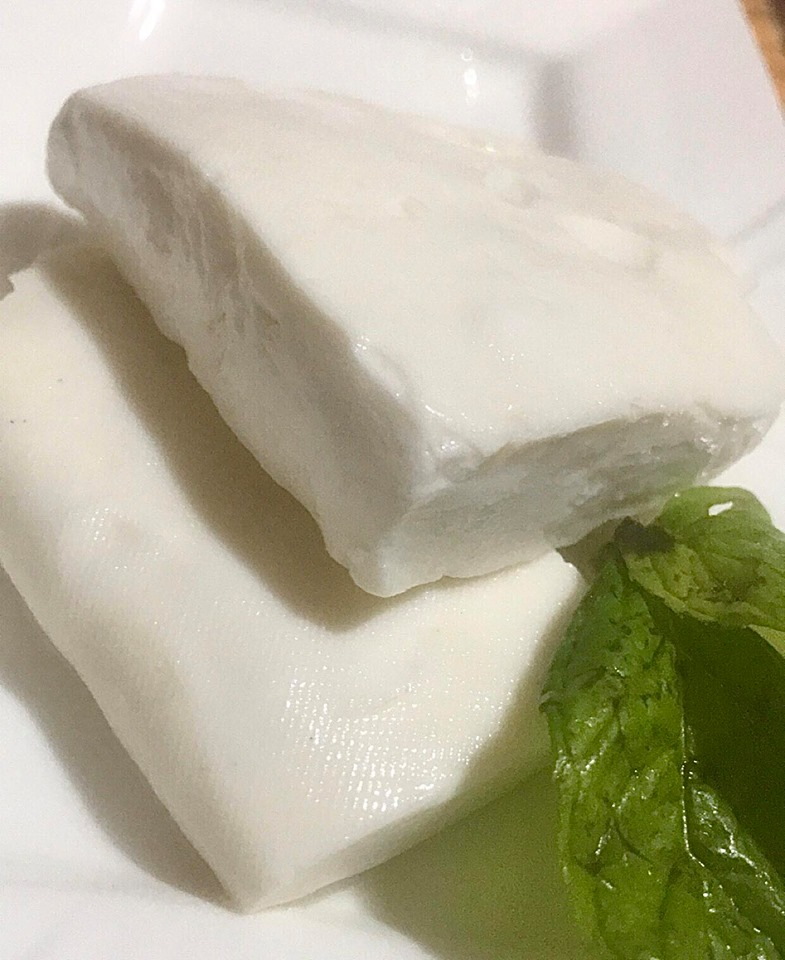
جبن عربي بلدي صناعة أردنية

الجبن البلدي جبن لين أبيض منتشر في الشرق الأوسط. يحتوي على نكهة خفيفة غنية.